# Lamyctes cuzcotes
Lamyctes cuzcotes är en mångfotingart som beskrevs av Chamberlin 1944. Lamyctes cuzcotes ingår i släktet Lamyctes och familjen fåögonkrypare. Inga underarter finns listade i Catalogue of Life.